# Banda sonora de Burnout Revenge y Burnout Legends
Burnout Revenge es la cuarta entrega de la Serie de videojuegos Burnout, lanzado para la PlayStation 2 y la Xbox el 13 de septiembre de 2005 y para la Xbox 360 el 7 de marzo de 2006, por otra parte la PlayStation Portable y Nintendo DS recibieron a Burnout Legends (La versión de Nintendo DS de Burnout Legends no incluye banda sonora). 

## Sencillos del Soundtrack
Este Soundtrack en su mayoría contiene estilos como: pop punk, emo, y rock alternativo. También contiene canciones versión de estudio y remixes de las mismas. No todas las canciones que se listan para Burnout Revenge están incluidas en  Burnout Legends. A continuación un listado de las canciones, diferenciando de las que Burnout Revenge contiene y Burnout Legends no.
En Burnout Revenge y Burnout Legends
En el siguiente listado se encuentra la banda sonora incluida en ambos títulos, aunque Burnout Revenge cuenta con sencillos extendidos o extra, en Burnout Legends únicamente se cuenta con los siguientes 21 sencillos disponibles al igual que estos se encuentran disponibles en Burnout Revenge:
- Animal Alpha - "Bundy" (del álbum "Pheromones")
- Billy Talent - "Red Flag" (del álbum "Billy Talent II")
- Comeback Kid - "Wake the Dead" (del álbum "Wake the Dead")
- Dogs - "Tuned to a Different Station" (del álbum "Turn Against This Land")
- Emanuel - "The Hey Man!" (del álbum "Soundtrack to a Headrush")
- Finch - "Ink" (del álbum "Say Hello to Sunshine")
- Goldfinger - "I Want" (del álbum "Disconnection Notice")
- Junkie XL - "Today" (del álbum "Today")
- Mindless Self Indulgence - "Straight to Video (KMFDM remix)" (del álbum "You'll Rebel to Anything")
- Morningwood - "Nu Rock" (del álbum "Morningwood")
- MxPx - "Heard That Sound" (del álbum "Panic")
- Nine Black Alps - "Shot Down" (del álbum "Everything Is")
- OK Go - "Do What You Want" (del álbum "Oh No")
- Pennywise - "Stand Up" (del álbum "The Fuse")
- The Academy Is... - "Almost Here" (del álbum "Almost Here")
- The Black Velvets - "Fear and Loathing" (del álbum "The Black Velvets")
- The Dead 60s - "Riot Radio" (del álbum "The Dead 60s")
- The Outline - "Shotgun" (del álbum "You Smash It, We'll Build Around It")
- Tsar - "Band-Girls-Money" (del álbum "Band-Girls-Money")
- We Are Scientists - "The Great Escape" (del álbum "With Love and Squalor")
- Yellowcard - "Lights and Sounds" (del álbum "Lights and Sounds")

### Sencillos Exclusivos
En Burnout Revenge
En Burnout Revenge se encuentran los siguientes sencillos incluidos o extendidos contando con igual los 21 sencillos que en Burnout Legends se encuentran disponibles:
- Andy Hunter - "Come On" (del álbum "Life")
- Apocalyptica - "Life Burns!" (del álbum "Apocalyptica")
- Asian Dub Foundation - "Flyover" (del álbum "Tank")
- Avenged Sevenfold - "Beast and the Harlot" (del álbum "City of Evil")
- Bloc Party - "Helicopter" (del álbum "Silent Alarm")
- Bullet for My Valentine - "Hand of Blood" (del EP "Hand of Blood")
- CKY - "As the Tables Turn" (del álbum "An Answer Can Be Found")
- Fall Out Boy - "Dance, Dance" (del álbum "From Under the Cork Tree")
- Funeral for a Friend - "All the Rage" (del álbum "Hours")
- Infusion - "Better World (Adam Freeland mix)" (del álbum "Six Feet Above Yesterday")
- LCD Soundsystem - "Daft Punk Is Playing at My House" (del álbum "LCD Soundsystem")
- Maxïmo Park - "Apply Sompe Pressure" (del álbum "A Certain Trigger")
- The All-American Rejects - "Top of the World" (del álbum "Move Along")
- The Bravery - "An Honest Mistake" (del álbum "The Bravery")
- The Chemical Brothers -  "The Big Jump" (del álbum "Push the Button")
- The Doors - "Break on Through (To the Other Side) (BT vs. The Doors remix)" (del álbum The Doors, pero no está incluido en ningún álbum o álbum recopilatorio, es un sencillo remix pero mezclado y originado del mismo álbum del grupo realizado por Brian Transeau)
- The Starting Line - "The World" (del álbum "Based on a True Story")
- Thrice - "Lullaby" (del álbum "Vheissu")
- Timo Mass - "First Day (General Midi remix)" (del álbum "Pictures")
- Unwritten Law - "F.I.G.H.T." (del álbum "Here's to the Mourning")